# Just Tonight
Just Tonight è il terzo singolo del gruppo hard rock statunitense The Pretty Reckless, estratto dal loro primo album Light Me Up, pubblicato il 27 luglio 2010 negli Stati Uniti e il 22 agosto dello stesso anno nel Regno Unito dall'etichetta discografica Interscope Records.
Il singolo è stato pubblicato nel formato download digitale ed è accompagnato da un video musicale, pubblicato il 2 novembre 2010. La canzone ha raggiunto la posizione numero 163 della classifica britannica a gennaio 2011.

## Tracce
Download digitale (Regno Unito)
1. Just Tonight – 2:47
2. Just Tonight (versione acustica) – 3:04
3. Just Tonight (video) – 3:03

## Classifiche
| Classifica (2011) | Posizione massima |
| ----------------- | ----------------- |
| Regno Unito       | 163               |